# ويندي (مغنية كورية)
سون سونقوان (بالكورية:손승완)، (بالإنجليزية: Wendy) ولدت في 21 فبراير 1994، معروفة فنيا باسم ويندي، هي مغنية كورية جنوبية، وعضوة في فرقة الفتيات الكورية الجنوبية رد فلفت.

## حياتها ومسيرتها
1994 - 2014: بداية مسيرتها
ويندي ولدت في 21 فبراير 1994 في سانغباك-دونغ، سول، كوريا الجنوبية
وتأتي من عائلة محبة للموسيقى، ويندي أبدت اهتمام في أن تصبح مغنية منذ كان عمرها ست سنوات فقط، إلى جانب شغفها في الغناء، هي أيضا قادرة على استخدام عددا من الآلات الموسيقية، بما في ذلك البيانو والغيتار والناي والساكسفون

## روابط خارجية
- ويندي على موقع IMDb (الإنجليزية)
- ويندي على موقع ميوزك برينز (الإنجليزية)
- ويندي على موقع ديسكوغز (الإنجليزية)
- ويندي على موقع قاعدة بيانات الفيلم (الإنجليزية)